# Premiul Micromovie
Micromovie-Award este titlul unui premiu cinematografic, el a fost inițiat în anul 2006 în Germania. La concurs nu iau parte filmele produse de profesioniști, sau actori consacrați. Ideea acestui concurs a fost promovarea tinerelor speranțe. Condiția participării la concurs este prezentarea unui libret, sau în scris unei istorisiri scurte. Juriul este alcătuit din actori și regizori de film.

## Membri juriului între anii 2006 - 2008

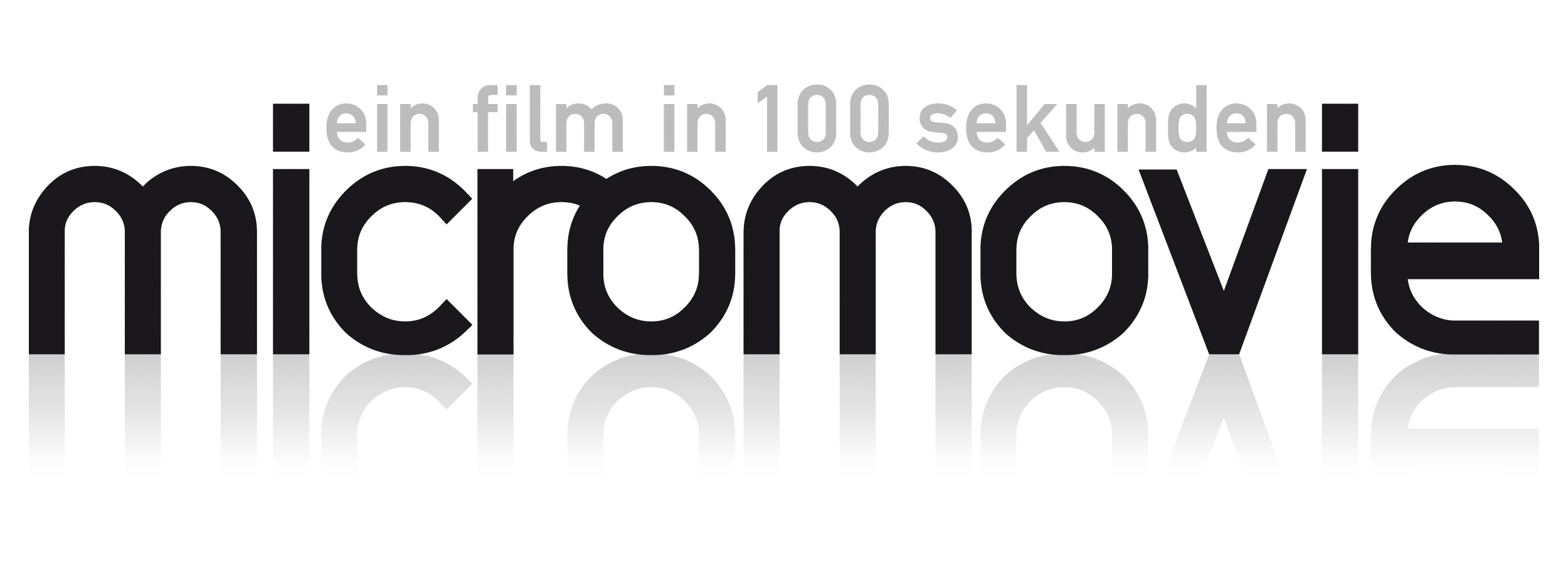
Premiul Micromovie

| Anul | Motto           | Câștigător       | Film       |
| ---- | --------------- | ---------------- | ---------- |
| 2006 | 4               | Holger Hustädte  | Lauf       |
| 2007 | Message 4 You   | Florian Siegrist | Unser Kind |
| 2008 | Der Große Bluff | Jan Schwarze     | Gewonnen!  |

- Nina Bott
- Oliver Wnuk
- Sonja Kirchberger
- Fatih Akin
- Albert Wiederpiel
- Michael Erkert
- Nico Hofmann
- Pete Schwaiger
- Andreas Lechner
- Stefan Ritsche